# Maro Joković
Maro Joković (ur. 1 października 1987) – chorwacki piłkarz wodny. Złoty medalista olimpijski z Londynu.
Zawody w 2012 były jego drugimi igrzyskami olimpijskimi w karierze (poprzednie to LIO 2008). Chorwaci triumfowali, w finale pokonując Włochów.

## Odznaczenia
- Order Księcia Branimira (2017)[2]